# Das Gesetz des Clans
Das Gesetz des Clans ist ein zum Jahresende 1976 auf Ibiza entstandener deutscher Gangsterfilm von Eugen York, dessen letzte Kinoinszenierung dies war. Der Film wartet mit einer prominenten Besetzung auf, angeführt von Horst Frank, Heidi Brühl, Gert Fröbe und Friedrich Schütter.

## Handlung
Ibiza trauert, denn Anne Coronado geleitet heute eine liebe Freundin zu ihrer letzten Ruhestätte. Sie starb an einer Dosis gepanschter Drogen. Annes Mann Pepe Coronado führt auf der Mittelmeerinsel ein Hotel. Doch dies ist bei weitem nicht seine einträglichste Einkommensquelle. Coronado ist ein finsterer Geselle, hat er doch seine Finger in allerlei dunkle Machenschaften wie Rauschgifthandel. Überdies steht er auch noch in enger geschäftlicher Verbindung mit dem ortsansässigen Mafia-Clan. Das ist besonders unangenehm für Pepes wohlhabende, englische Ehefrau Anne, deren Freundin ausgerechnet an den verunreinigten Drogen aus Pepes Hand gestorben ist. Denn als Anne dies herausfindet, ist sie erwartungsgemäß auf ihren Gatten äußerst schlecht zu sprechen und will sich von ihm trennen. Da eigensinnige, selbstbestimmende oder gar scheidungswillige Frauen in der Satzung einer patriarchalischen Mafia-Großfamilie nicht vorgesehen sind und Pepe nach einigen schlecht laufenden Deals bei seinen finsteren Geschäftspartnern in der Kreide steht, verlangt das Gesetz des Clans Annes Ermordung. Sie wisse zu viel, wie der Pate befindet, was einem Todesurteil gleichkommt. Außerdem erhofft Pepe, nach Annes Tod in den Besitz ihres Erbes zu kommen. Und so geschieht es.
Anne kommt durch einen Stromschlag ums Leben, damit es wie ein schrecklicher Unfall aussieht. Doch daheim hatten ihre Eltern auf Anne eine hohe Lebensversicherung abgeschlossen, und da selbige von der Versicherungsgesellschaft höchst ungern ausgezahlt wird, schickt die Firma aus England zwei Versicherungsagenten auf die Insel: den gewieften Philip Brown, einen ehemaligen Chefermittler von Scotland Yard, und dessen Kumpel Gordon Hamilton. Vor allem der bullige Brown, Typus beißfester Foxterrier mit dem Gemüt eines Fleischerhundes, erweist sich als zäher Brocken, der bei seinen Ermittlungen vor Ort einfach nicht locker lässt, zumal die Polizei von Ibiza längst von der Mafia unterwandert wurde und daher ihre eigenen Untersuchungen eingestellt hat. Bald kann aber die Polizei nicht länger wegschauen, und Annes Mörder wird schließlich zur Belastung für die „ehrenwerte Gesellschaft“. So ordnet der Clan an, nunmehr auch Annes Killer zu killen, ihren eigenen Mann …

## Produktionsnotizen
Das Gesetz des Clans entstand innerhalb von 25 Drehtagen zwischen dem 13. November und dem 13. Dezember 1976. Die Uraufführung erfolgte am 24. März 1977 in Berlins Gloria-Palast.
Es gibt Gesangseinlagen von Anneliese Rothenberger und Ricky King. Brigitte Kollecker, die Horst Franks Geliebte spielt, war im echten Leben seine Ehefrau.

## Kritik
„Der bescheidene Versuch eines deutschen Gangsterfilms.“